# Mycosphaerella gregaria
Mycosphaerella gregaria är en svampart som beskrevs av Carnegie & Keane 1997. Mycosphaerella gregaria ingår i släktet Mycosphaerella och familjen Mycosphaerellaceae.   Inga underarter finns listade i Catalogue of Life.